# 하기소닉
하기소닉은 1999년에 설립된 대한민국의 초음파 센서를 생산하는 로봇부품 기업이다.

## 연혁
1999년 표준연구원에서 설립
2020. 01.	INOBIZ(기술혁신형 중소기업) 등록
2020. 07.	공장매각
2020. 07.	벤처기업 등록 (기술보증기금)
2020. 08.	본사 이전(대전 유성구 테크노2로 200-9에서 테크노2로 199로 주소 이전)
2020. 08.	하기소닉 기술연구소 인정